# Bâtiment du lycée de Vranje
Le bâtiment du lycée de Vranje (en serbe cyrillique : Зграда Гимназије у Врању ; en serbe latin : Zgrada Gimnazije u Vranju) se trouve à Vranje, dans le district de Pčinja, en Serbie. Il est inscrit sur la liste des monuments culturels protégés de la république de Serbie (identifiant no SK 1936),.

## Présentation

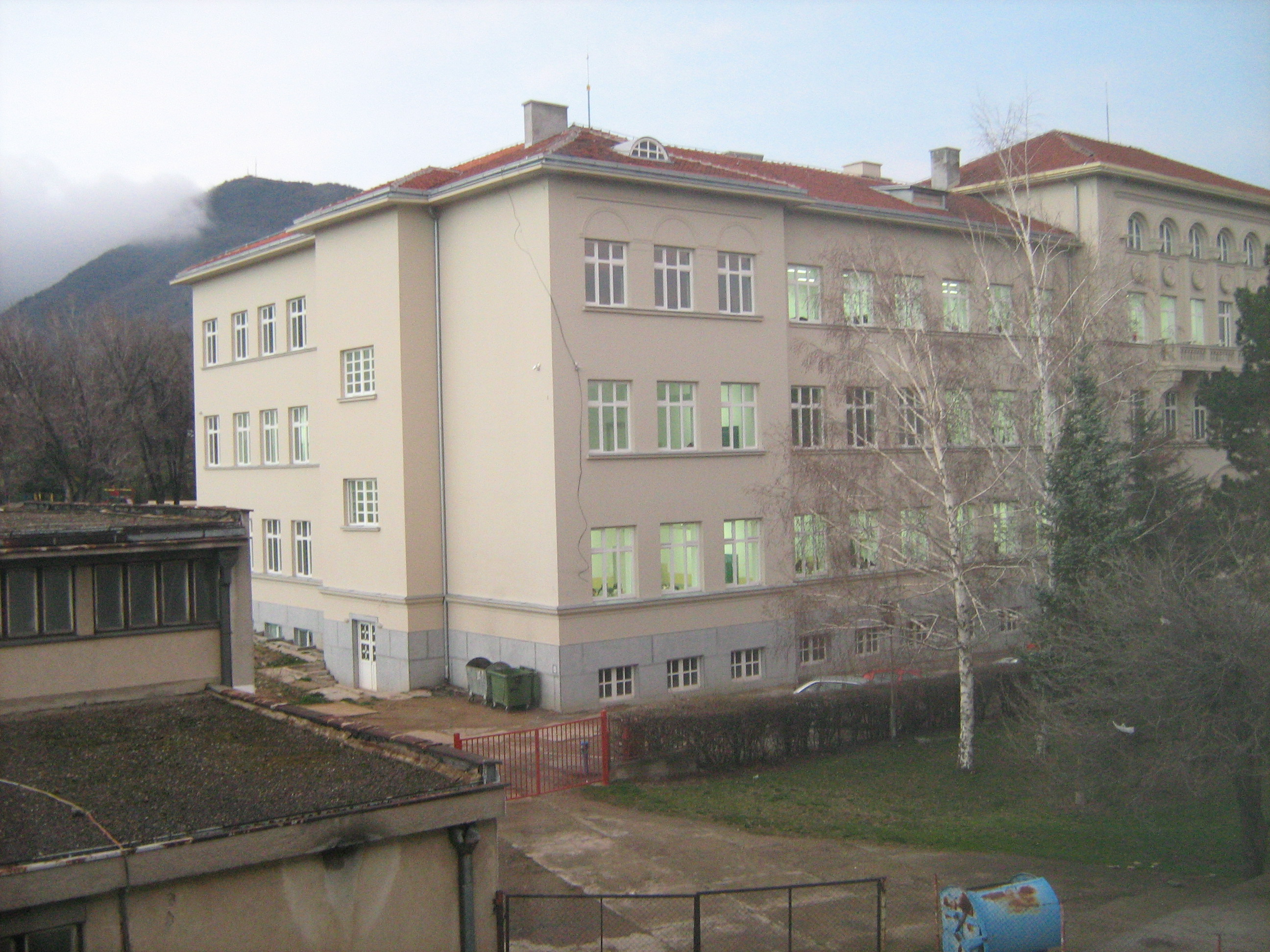
Autre vue du bâtiment.

Le bâtiment, monumental et représentatif, a été construit entre 1931 et 1933, selon un projet réalisé par le ministère de la Construction en 1927.
De plan symétrique, il se compose d'un sous-sol, d'un rez-de-chaussée surélevé, de deux étages et d'un grenier. La façade principale s'organise à partir d'une avancée centrale saillante sur quatre niveaux, avec des avancées latérales moins profondes.
L'éclectisme architectural du bâtiment provient de la fusion d'éléments traditionnels et modernes. Le bâtiment est de conception académique, ce qui se lit dans la symétrie des façades, la division horizontale des zones par des plinthes et des cordons séparant les niveaux ainsi que la présence, sur l'avancée centrale, d'un balcon sur consoles avec des balustrades. En revanche, il comporte des éléments plastiques et décoratifs empruntés à l'architecture médiévale serbe, comme un portail voûté soutenu par deux paires de piliers courts et massifs auxquels se mêlent des éléments de l'architecture traditionnelle serbe, comme le toit à quatre pans, les avant-toits proéminents et les hautes cheminées saillantes. L'influence moderne peut être vue dans la présence de larges surfaces sans ornement et dans présence d'une série de fenêtres rectangulaires sur les plinthes.

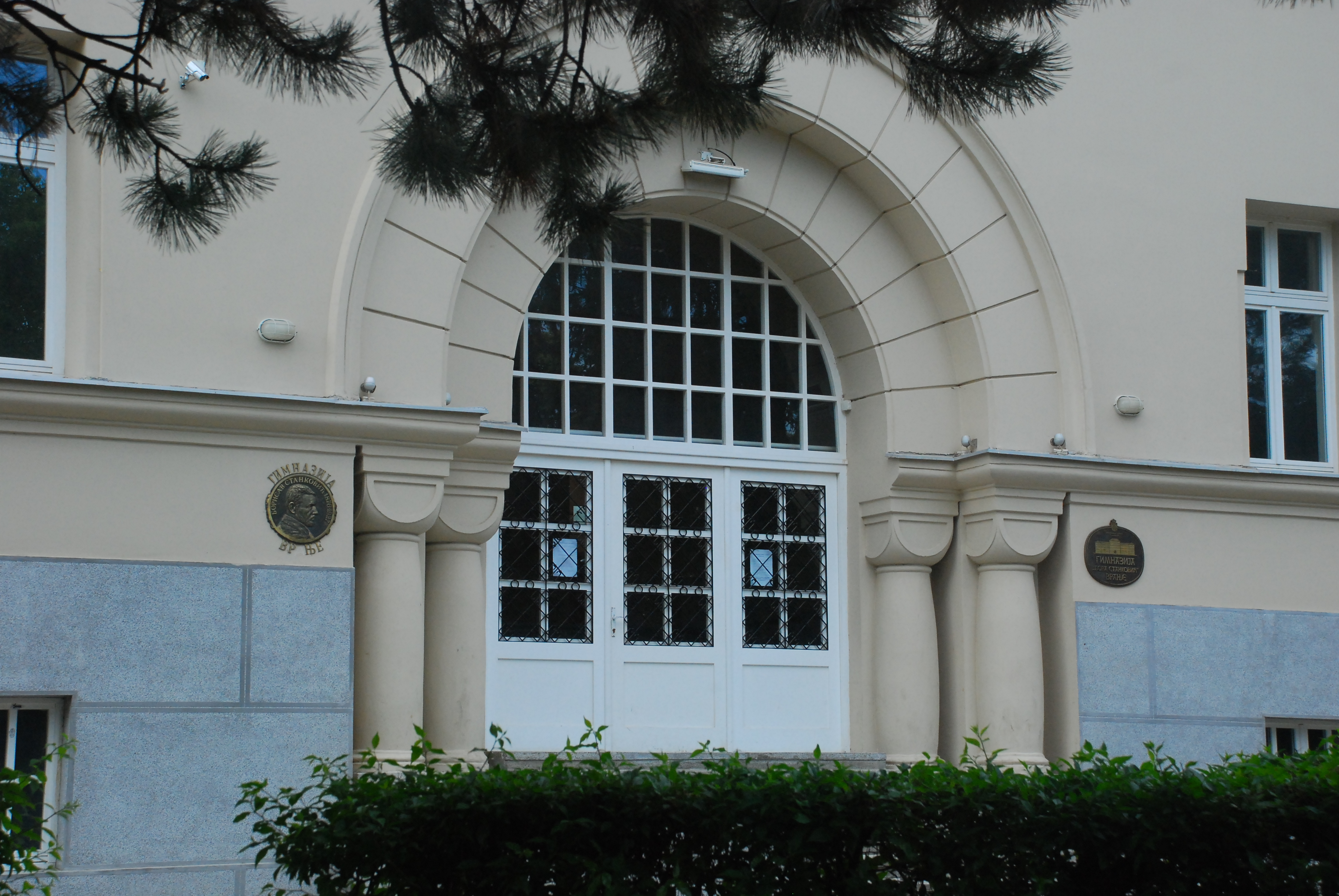
Détail du portail de l'entrée principale du lycée.

Dans des champs carrés situés entre les deuxième et troisième étages de l'avancée centrale figurent sept médaillons avec des bustes en relief représentant Vuk Karadžić (1787-1864), le grand réformateur de la langue littéraire serbe, Saint Sava (mort en 1236), le fondateur de l'Église orthodoxe serbe, Bora Stanković (1876-1927), un écrivain et novelliste serbe, Ivan Mažuranić (1814-1890), poète, linguiste et homme politique croate, France Prešeren (1800-1849), un poète slovène, Ivan Gundulić (1589-1638), un poète de la république de Raguse, et Petar Petrović Njegoš (1813-1851), poète, philosophe et prince-évêque du Monténégro ; ces reliefs sont l'œuvre du sculpteur Marko Brežanin (1885-1956), qui a voulu souligner le caractère « yougoslave » du système scolaire moderne en Serbie.